# Maria Moninckx
Maria Moninckx (La Haya, abril de 1673-Ámsterdam, febrero de 1757) fue una artista y pintora botánica neerlandesa, conocida por las láminas en color que ella y Jan Moninckx, crearon y que componen el Atlas Moninckx de nueve volúmenes, publicado entre 1686 y 1709, donde se encuentran representadas 420 plantas del Hortus Medicus de Ámsterdam.

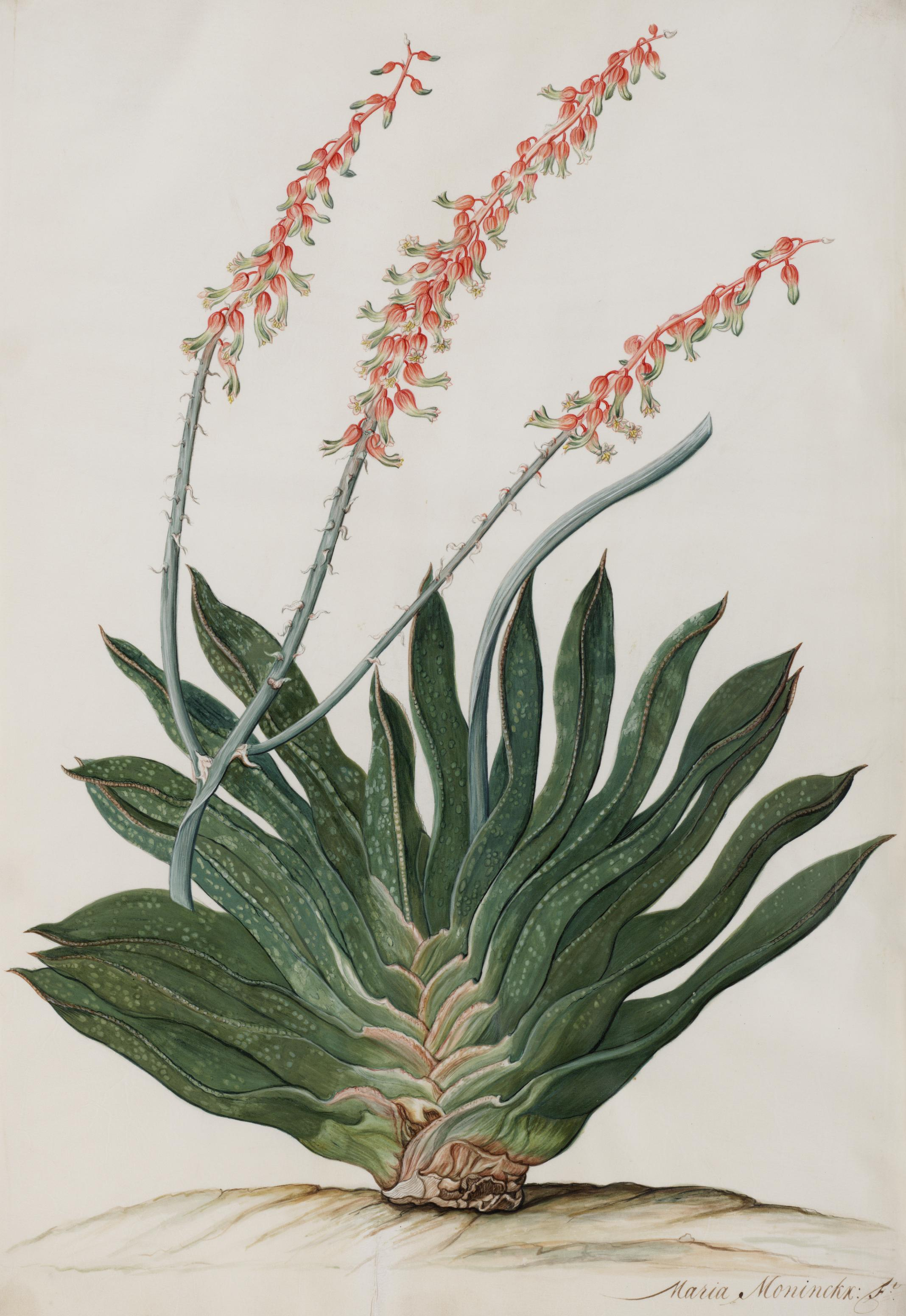
Gasteria nigricans, ilustración de Maria Moninckx en el Atlas Moninckx

## Familia Moninckx
La familia Moninckx tenía una larga tradición de pintores, y fue investigada en un libro titulado De Schildersfamilie Moninckx, publicado por Abraham Bredius en 1889. Conocido fue Gijsbert Moninckx, miembro del Gremio de San Lucas en La Haya en 1605. El libro de Bredius confunde a Maria Moninckx con Machteld Moninckx, la viuda de Paulus Dinant.
El padre de Maria era el pintor Johannes Moninckx, y su madre era Ariaentje Pieters, sus abuelos eran Cornelis Moninckx y Maria Ter Borch, hermana de Gesina ter Borch, hija de Gerard ter Borch, la tía Machtelt Moninckx se había casado con Paul Dinant, el tío Pieter Moninckx se había casado con Judith van Nieulandt, heredero de una dinastía de pintores. Incluso su marido Martinus de la Ruel procedía de una familia de artistas.
El 18 de abril de 1723, María firmó un registro de esponsales en Ámsterdam, declarando su intención de casarse con Martinus de la Ruel. La edad de María era de 47 años y su lugar de residencia La Haya, mientras que Martinus tenía 46 años y era de Ámsterdam. La firma de María en el registro de esponsales se corresponde con su firma en las acuarelas del Atlas Moninckx.
Maria Moninckx murió en febrero de 1757 y fue enterrada el 26 de febrero en su casa del Burgwal, cerca del Rusland.

## Hortus Medicus
En 1682, Joan Huydecoper II y Jan Commelin tomaron la iniciativa de crear un nuevo Hortus Medicus en Ámsterdam. Se diferenciaba del jardín de hierbas en Binnengasthuis en la medida en que también cultivaba plantas ornamentales y funcionaría como un Hortus Botanicus, Huydecoper era alcalde de Ámsterdam y tenía una gran influencia con la Compañía Holandesa de las Indias Orientales, mientras que Commelin era un comerciante de hierbas y productos farmacéuticos. Ambos eran bien conocidos como jardineros entusiastas y expertos. Debido a sus contactos en el mundo de los negocios y su experiencia práctica en horticultura, recibieron un flujo constante de plantas, semillas, bulbos y esquejes para ser cultivados lejos de su hábitat original.
Esto llevó a la creación de una de las colecciones de plantas más ricas de Europa. Las plantas de valor comercial, así como las hierbas, los cultivos comestibles y las plantas medicinales, se reproducían en el jardín para trasplantarlas en otros lugares. Un ejemplo de esto fue la planta de café, que curiosamente no se ilustró en el Atlas Moninckx, pero se convirtió en la columna vertebral de la industria cafetera brasileña. Además, se cultivaron muchas plantas ornamentales, especialmente plantas extrañas y exóticas. Estas plantas se cultivaron por puro interés, valor de curiosidad y, a menudo, para futuras investigaciones.

## Atlas Moninckx
Entre 1686 y 1709, Huydecoper y Commelin encargaron 420 acuarelas grandes en pergamino de plantas que crecían en el jardín de Ámsterdam. El jardín no contaba con un herbario y un registro pictórico en forma de cuadros, crearía algo de valor permanente.
Se contrató a cuatro artistas talentosos y consagrados para abordar este extenso proyecto. La mayor parte del trabajo la realizó Jan Moninckx: 273 hojas llevan su firma. Maria Moninckx, produjo 101 pinturas. Las otras artistas fueron Alida Withoos (13 acuarelas) y Johanna Helena Herolt-Graff (hija de Maria Sibylla Merian) con 2 hojas; 31 acuarelas no llevan firma. Las armas heráldicas de Huydecoper y Commelin, pintadas por Jan Moninckx, se utilizaron para decorar el volumen 1 del Atlas. En 1749 se intentó ampliar la colección. Este noveno volumen constaba de apenas cinco acuarelas, una de Dorothea Storm-Kreps y cuatro de Jan Matthias Cock. Las plantas ilustradas en los primeros cinco volúmenes y parte del sexto, tenían sus nombres impresos tanto en latín como en holandés. Los nombres en latín estaban escritos en negrita y los nombres neerlandeses en elegante caligrafía gótica.
Esta obra monumental sigue siendo de gran interés taxonómico, histórico y artístico. Las acuarelas han servido de base para grabados en Horti Medici Amstelodamensis rariorum plantarum historia, parte 1, de Jan Commelin, aparecido en 1697 y parte 2, de su primo Caspar Commelin, en 1701. El famoso botánico Carl Linnaeus basó la taxonomía de su Species plantarum de 1753 en no menos de 259 especies del Atlas Moninckx. Un escaneo reciente de la obra completa permite que las láminas y el texto estén disponibles en el sitio web de la Universidad de Ámsterdam.
En relación con el trabajo realizado por Maria Moninckx en esta colección, dos de sus ilustraciones, Gasteria nigricans, fechada probablemente entre 1686 y 1702, y Pelargonium oblatum, con fecha probable entre 1698 y 1700, revelan la delicadeza con la que ejecutó sus acuarelas y la captura de la esencia de ambas plantas.